# 希日
希日（法語：Chigy，法語發音：[ʃiʒi]）是法国勃艮第-弗朗什-孔泰大区约讷省的一个旧市镇，属于桑斯区。2016年，希日与临近的2个市镇合并为新市镇莱瓦莱德拉瓦讷。

## 地理
希日（48°11'59"N, 3°28'38"E）面积11.76 平方千米，位于法国勃艮第-弗朗什-孔泰大區约讷省，该省份为法国中北部内陆省份，西接卢瓦雷省，西北接塞纳-马恩省，南至涅夫勒省，东临科多尔省，东北与奥布省接壤。
与希日接壤的市镇（或旧市镇、城区）包括：莱克莱里穆瓦、瓦讷河畔富瓦西、瓦讷河桥村、莱谢日、瓦雷耶。

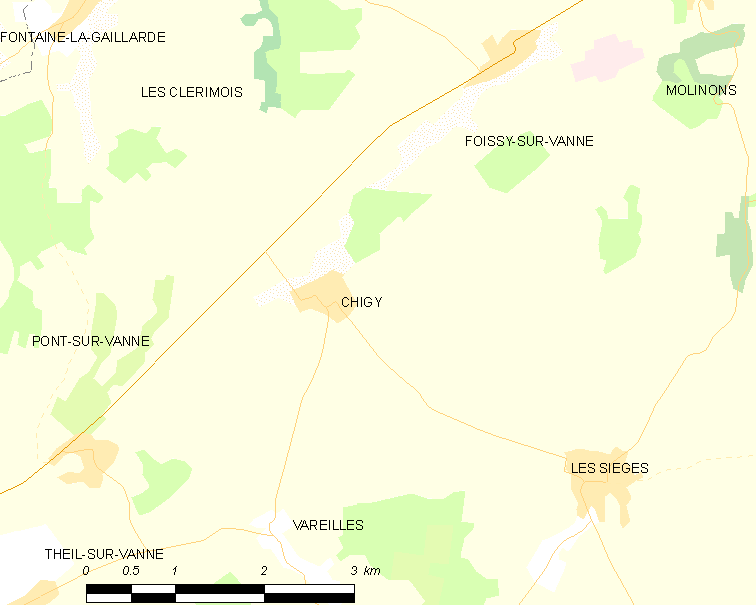
希日的OSM定位图

希日的时区为UTC+01:00、UTC+02:00（夏令时）。

## 行政
希日的邮政编码为89190，INSEE市镇编码为89107。

## 政治
希日所属的省级选区为阿尔芒松河畔布列农县。

## 人口

1962-2008年间希日人口变化图示

希日于2018年1月1日时的人口数量为354人。